# Взятие Белгорода (июнь 1919)
Взятие Белгорода деникинскими войсками — состоялось 23 июня 1919 в ходе Харьковской операции.

## Наступление Добровольческой армии
Успешно развивавшееся июньское наступление частей Добровольческой армии В. З. Май-Маевского в направлении на Харьков — Белгород — Купянск заставило Курский губком РКП(б) 20 июня объявить в губернии чрезвычайное положение, создать военно-революционный штаб и мобилизовать все свободные силы для обороны Белгорода, входившего вместе с Харьковом в состав импровизированного крепостного района на стыке позиций 14-й и 13-й армий. Харьковская крепостная зона находилась в непосредственном подчинении Южного фронта, но командование фронта было занято обеспечением связи с Царицыным и отводом разбитых частей на новые оборонительные рубежи и не оказало достаточной поддержки харьковскому и белгородскому гарнизонам, командование же 14-й армии, к району ответственности которого частично относилась крепостная зона, бросило основные силы на оборону Екатеринославского укрепрайона и удержание Александровска с Мелитополем.
Красноармейские части были ненадежны, попытка мобилизации местных коммунистов не дала ожидаемых результатов; так щигровская чекистка О. А. Орлова позднее вспоминала как на ее глазах больше ста коммунистов сдали свои партийные билеты и лишь четверо записались в сформированную при ЧК коммунистическую роту. Тем не менее, красные располагали некоторым количеством отборных частей, в том числе коммунистической бригадой известного курского партизана М. Е. Трунова, поклявшегося «умереть, но не сдать 
Белгород». В ее состав входили 134–й Обоянский полк К. Солдатова, 135–й Белгородский полк Ф. Боровлева, 380–й полк Паньшина и кавалерийский эскадрон. На помощь защитникам прибыла рота курских коммунистов Черняка (380 человек).
Белые проводили Харьковскую операцию частями 1-го армейского корпуса генерала Кутепова и Терской дивизии генерала Топоркова. Против Белгорода действовала правая колонна Кутепова: 1-я дивизия генерала Н. С. Тимановского (корниловцы и марковцы). После взятия терцами Купянска (14 июня), корниловские и марковские полки продолжили наступление на север вдоль железной дороги, отбросили противника в районе станции Приколотное и села Ольховатка. Вечером 20 июня отряд полковника Наумова без боя занял село Благодатное, а Корниловский ударный полк после полудня того же дня также без боя занял Волчанск.

## Бой у станции Разумной
22 июня ударники прошли станцию Гатище, села Нижнюю Таволжанку, Екатериновку, Маслову Пристань и, отбросив неприятеля, расположились в селе Нижний Ольшанец.
В тот же день красные, выступив из Белгорода, предприняли попытку выбить марковцев и корниловцев со станции Разумная, в семи верстах к югу от города. Атака велась при поддержке четырех бронепоездов («Черноморец», 
«Ахтырский», волчанский бронепоезд «Гром» и местная импровизированная бронелетучка «Молния»), артиллерии и большого количества пулеметов.
Белых поддерживал огнем бронепоезд «Офицер», выехавший навстречу наступавшей красной пехоте и отбросивший противника
картечным и пулеметным огнем. В ходе боя на бронепоезде артиллерийским снарядом был уничтожен пулемет. Пока передовые части белых сдерживали наступление противника у железнодорожного полотна, 1-й и 2-й марковские батальоны предприняли фланговый обход, вызвавший замешательство не отличавшихся стойкостью красноармейцев. По словам капитана Большакова: «"Товарищи" не любят обходов. Это их слабость. Они не умеют и боятся маневрировать: боятся оторваться от своих. Вот почему в их рядах крик: "обходят" — немедленно сменяется другим: "Тикай"».
Курская коммунистическая рота, наступавшая на станцию под пение «Интернационала», проявила большую стойкость, но после прорыва марковцев также была вынуждена отступить и во время отхода понесла потери от огня бронепоезда. По словам Большакова, красные командиры тщетно пытались остановить своих людей, стреляя по бегущим — те, бросая винтовки, а иногда и сапоги, устремились назад к Белгороду. Один из помощников Трунова командир роты матрос Т. А. Шевченко застрелился, чтобы не попасть в руки белых. Красные, в свою очередь, пишут, что отступали в полном порядке, короткими перебежками и отстреливаясь, основные потери понесли от огня бронепоезда, а прорыв трёх белых цепей стоил им только трёх убитых и двух раненых. При этом большевики обвинили противника в применении разрывных пуль. Троих убитых коммунистов доставили в Курск, где торжественно захоронили 26 июня на площади 1 мая.

## Взятие Белгорода
На 23 июня был назначен штурм города. Атака велась с двух направлений. Корниловский ударный полк, 3-я батарея, взвод 2-й батареи и взвод 7-й гаубичной батареи наступали вдоль линии железной дороги через густой сосновый лес и на подступах к городу были встречены огнем красных бронепоездов, с которыми добровольческая артиллерия завязала перестрелку. Марковские части (1-й Марковский полк, 1-я Марковская батарея, взвод 2-й Марковской батареи и 4-я батарея) еще ночью выступили из села Разумного. Проводником служил «местный крестьянин, как и все они, ярый противник "коммунии"». Обойдя у села Игумного расположение вражеского отряда, не потрудившегося выставить дозорных, добровольцы на рассвете подошли к большому селу Старый Брод, в полутора верстах к северу от города. Перехватив выехавшего из села красного курьера, марковцы узнали, что в Старом Броде располагалась резервная часть 135-го советского полка. Не ожидавшие нападения красные бросились бежать в Белгород, откуда через час выслали бронепоезд, обстрелявший село. К тому времени марковцы уже покинули Старый Брод и, засев на возвышенности между этим селом и городом, начали перестрелку с отрядом красных, попытавшихся предпринять контратаку. Оказавшись между двух огней, красные начали спешную эвакуацию, но подрыв противником Курской железнодорожной ветки не позволил их эшелонам прорваться на север.
Наступавший на город с юга в составе Корниловского ударного полковник Левитов описывает атаку следующим образом:

Версты за две до Белгорода 1-й батальон Корниловского ударного полка стал разворачиваться. Офицерская рота оказалась правофланговой и картина предстоящего боя мне представилась так: перед городом, параллельно движению батальона протекала довольно широкая река, через которую виднелся мост, как раз против правого фланга цепи. Перед центром батальона и его левым флангом — между рекой и цепью — была небольшая роща. Местность для атаки моста была ровная и перед мостом были видны окопы. По ту сторону реки проходила линия железной дороги, и против моста стоял бронепоезд. Перед рощей цепи остановились в ожидании, как нам тогда говорили, «волчьей сотни» генерала Шкуро, которая должна была одновременно с нами броситься в атаку на мост. Вышеописанная картина обещала, в лучшем случае, большие потери. Наша артиллерия почему-то не била по бронепоезду и «волчья сотня» не показывалась. Подождав с полчаса, командир роты отдает приказание для атаки моста. Цепи встают и полуоборотом направо по совершенно ровной местности быстро идут к мосту. Красные открыли ружейный огонь, а бронепоезд — пулеметный. Все благоприятствовало красным в их обороне своей позиции, но тем, что они не хотели уходить из своего предмостного укрепления, они все погубили. Корниловцы с криком «Ура!» уже ворвались в окопы и через них лихо понеслась в атаку подоспевшая сотня генерала Шкуро. Общая свалка на мосту лишила, по-видимому, красный бронепоезд возможности стрелять, и он тихо двинулся влево по нашему фронту и скрылся. Корниловцы воспользовались нерешительностью бронепоезда и быстро перескочили на другой берег.— Левитов М. Н. Материалы для истории Корниловского ударного полка. — Париж, 1964. — С. 249
Бронелетучка «Молния» под командованием большевика Р. С. Кукулдавы, отстреливаясь, прикрывала отступление красных, а затем ушла к Готне в направлении на Сумы. Машинист поезда сбежал и Кукулдава, принявший на себя управление, был награжден за этот бой орденом Красного знамени.
Отступая из Белгорода, красные угнали в качестве заложников 60 видных граждан, которых затем расстреляли в десяти верстах от города. Среди жертв расправы был городской голова Н. А. Слатин. На следующий день тела убитых были доставлены в Белгород и преданы погребению «в обстановке действительно всеобщего озлобления против диктатуры большевицкого интернационала». В отместку за это массовое убийство вступившие в город корниловцы немедленно расправились с начальником обороны красных, оказавшимся бывшим унтер-офицером Императорской армии. Собрав пленных на площади командир полка приказал немедленно его расстрелять, «что и исполнил один из стоявших близко ударников, уложив незадачливого «главкома» обороны Белгорода на месте первым же выстрелом».

## Результаты
Генерал Май-Маевский доложил главнокомандующему Деникину, что Белгород был занят с налета корниловцами и марковцами, не рассчитавшими лихого удара. 24 июня генерал Тимановский принял военный парад, а 25-го в город в сопровождении Май-Маевского и Кутепова прибыл сам Деникин, после торжественного молебна устроивший военный смотр. На площади были построены почти весь 1-й Марковский полк, офицерская рота Корниловского ударного, по взводу от каждой батареи 1-й Марковской артиллерийской бригады и кавалерийские части. Главнокомандующий ВСЮР поздравил войска с выходом на большую Московскую дорогу и выразил полную уверенность в успехе наступления. Ликование жителей, усыпавших путь его следования цветами, «носило самый искренний и даже трогательный характер». По словам В. Е. Павлова, «Белгород был первым городом на пути Добрармии уже вне пределов бывшей Украины, где с первых дней Советской власти царствовал ее произвол и "строительство новой жизни"», и тот факт, что уже на третий день после взятия города единственно доступный при большевиках скверный хлеб по цене 27 рублей за фунт исчез и уступил место белому хлебу за три рубля, произвел впечатление на обывателей.
На следующий день после Белгорода 3-я дивизия корпуса Кутепова овладела Харьковом, и большевики частью начали отступать в белгородском направлении. Им навстречу поездом был направлен 1-й батальон марковцев, после чего красные, бросив свои составы, бежали на запад.
В это время противник предпринял контрнаступление с северного направления и для отражения этого удара были направлены 2-й и 3-й марковские батальоны, пополнившие свои роты до ста штыков. После семидневных боев в районе станций Сажное и Тетеревино, шедших с переменным успехом, марковцы разбили пятитысячную группу красных, нанесли ей тяжелые потери, взяли в плен до 900 человек и продвинулись на десять верст. Красноармейские части, сформированные в начале 1919 года из добровольцев, отражавших наступление немцев на Западном и Северном фронтах, и возглавляемые бывшими офицерами, дрались отчаянно. Один раненый краском отстреливался до последнего патрона. Наступление красных поддерживал дерзскими атаками бронепоезд «Черномор». Три сотни пленных согласились поступить на службу белым, но из-за дезертирства их роты пришлось отправить в тыл. 2 июля марковские батальоны вернулись в Белгород, потеряв более двухсот человек.
25 июня курский губком выслушал доклад председателя исполкома И. С. Шелехеса, вернувшегося из-под Белгорода. Тот доложил о плохо организованной эвакуации, дезертирстве части коммунистов, в частности командира и помощника Волчанского батальона, которые были арестованы. Подразделенме, затребованное у курского губвоенкома для усиления обороны, по неизвестной причине задержалось в Курске.
30 июня Курск с округой был объявлен крепостным районом, для руководства обороной которого создавался совет из Шелехеса, Емельянова и Шумова, которым была передана вся полнота власти. 14 июля совет объявил мобилизацию всего мужского 
населения от 18 до 50 лет в Курске и прилегающих слободах — Пушкарной, Стрелецкой, Ямской и Казацкой.
На фронт прибыл лично Троцкий, приступивший к показательным расстрелам командиров, руководивших обороной Белгорода. Комбриг Трунов с его комиссаром Мясниковым были арестованы по доносу комиссара 9-й дивизии Петрашина и обвинены в «партизанщине». Белгородский ревком пытался ходатайствовать за арестованных в Курский губком и РВСР, но главному командованию требовался виновный в поражении и Трунов 19 августа был расстрелян (реабилитирован в конце 1920-х годов). Его обвинитель Петрашин во время боев под Орлом перешел на сторону белых. В частях были проведены массовые расстрелы, приведшие, по мнению современников, вместо укрепления боевого духа к еще большей деморализации личного состава.
Линия фронта 1-й дивизии, базировавшейся в Белгороде, проходила на северо-востоке у Корочи, в 50 верстах от города, на севере у станции Сажное, в 25 верстах, на западе у станции Томаровка в 20 верстах и на юго-западе у станции Борисовки в 25 верстах. Линия, протяженностью в сто верст, наблюдалась лишь незначительными кавалерийскими частями, за которыми располагались корниловцы, а на западном направлении - марковская инженерная рота. Слабость обороны вынуждала марковцев находиться в постоянной боевой готовности. Для собственного обеспечения они имели в шести верстах в селе Чёрная Поляна свою конную сотню. За два месяца полк всего 4—5 дней полностью находился в Белгороде и 25 дней все его батальоны были в бою, поскольку красные, подтянув резервы, перехватили наступательную инициативу. Попытка большевиков нанести удар между Харьковом и Белгородом с выходом в тыл 1-й дивизии была отражена в бою под Наумовкой 13 июля, а затем деникинцы улучшили свои позиции взятием Борисовки, Готни, Гайворона, и занятием Корочанско-Новооскольского района, но в ходе Августовского наступления противник создал серьезную угрозу Белгороду, который добровольцам удалось отстоять лишь после жестоких боев при поддержке конницы Шкуро.
Деникинцы оставили Белгород 7 декабря 1919 года, после поражения под Воронежем-Касторным, и город был занят наступавшими частями Латышской и Эстонской дивизий.